# Mirosław Chachulski
Mirosław Chachulski (ur. 11 listopada 1961, zm. 11 lipca 2023) – polski wokalista, gitarzysta, autor muzyki i tekstów, członek zespołów Yanko oraz Para Wino. 

## Życiorys
Był współzałożycielem, liderem i wokalistą zespołu Yanko. Wraz z grupą wystąpił między innymi na XXV Krajowym Festiwalu Piosenki Polskiej w Opolu w koncercie Debiuty w Opolu z piosenką pt. Taki sobie człowiek. W tym samym roku zespół wystąpił również na Festiwalu Muzyków Rockowych w Jarocinie, a ich utwory trafiły na składanki Jarocin ’88 oraz Cisza jest... nic się nie dzieje. W 1989 roku Chachulski wyjechał do Niemiec co doprowadziło do rozpadu zespołu Yanko.
Po powrocie do Polski w 1993 roku został członkiem zespołu Para Wino. W 2022 roku wziął udział w reaktywacji zespołu Yanko. 
Zmarł 11 lipca 2023 po długiej chorobie. Został pochowany na Cmentarzu Komunalnym Smolec.